# Cassinia
Cassinia é um género botânico pertencente à família Asteraceae.